# Цюрих (аэропорт)
Аэропорт Цюрих (нем. Flughafen Zürich, англ. Zürich Airport), известный также, как аэропорт Клотен (нем. Flughafen Kloten, англ. Kloten Airport) (ИАТА: ZRH, ИКАО: LSZH) — аэропорт, расположенный в пределах кантона Цюрих, Швейцария. Является одним из самых загруженных аэропортов Центральной Европы, крупнейшим международным аэропортом страны и главным транзитным узлом (хабом) национальной авиакомпании Swiss International Air Lines. Имеет три взлётно-посадочные полосы.
Зона аэропорта расположена на территориях коммун Клотен, Оберглат и Рюмланг, в 11 минутах до центра города Цюрих (по железной дороге). Воздушное движение в зоне аэропорта Цюрих обеспечивает аэронавигационная компания Skyguide.

## Инфраструктура аэропорта
В 2003 году в аэропорту Клотен завершились работы по генеральной реконструкции и расширению аэропортового комплекса, в рамках которых было возведено и сдано в эксплуатацию здание дополнительного пассажирского терминала, построена новая крытая стоянка для автомобилей, запущена система автоматического подземного железнодорожного сообщения для перевозки пассажиров между зданиями основного и построенного дополнительного терминалов аэровокзала.

## Авиакомпании и пункты назначения
Кроме того, на аэродроме базируется компания санитарной авиации Швейцарии Schweizerische Rettungsflugwacht.

## Штаб-квартиры
Несколько компаний имеют свои штаб-квартиры в аэропорту или около него. К ним относятся Swiss International Air Lines, Swiss World Cargo, Swiss AviationTraining, Edelweiss Air, Gategroup, Helvetic Airways, Swissôtel и Rega. Другие компании, которые ранее базировались в аэропорту, включают Swissair и Crossair.